# سنوزلن

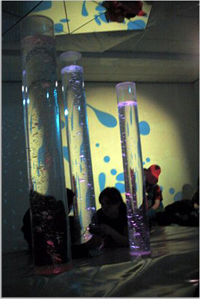
أطفال في غرفة سنوزلن

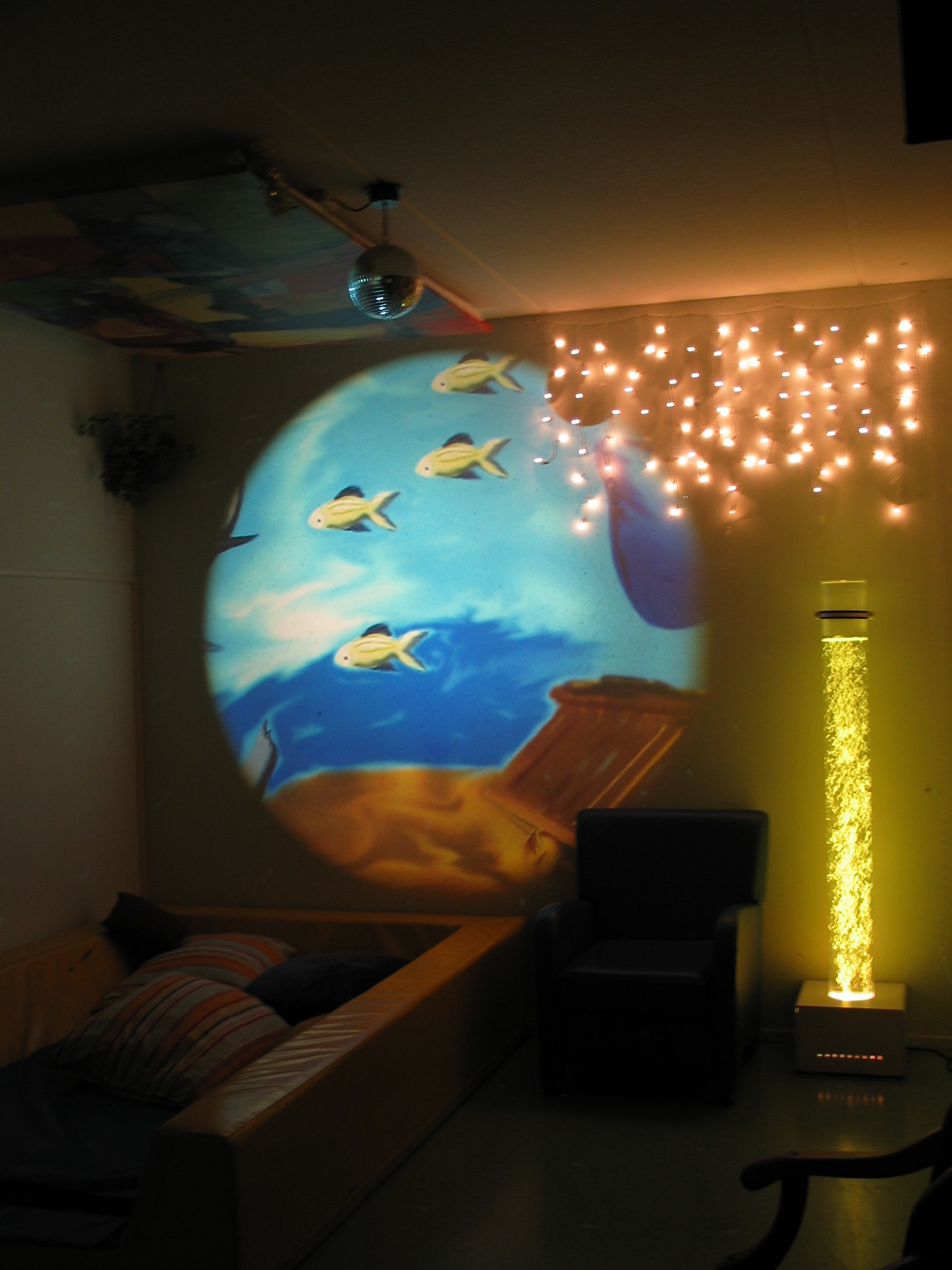
غرفة علاج سنوزلن في منزل طفل يعاني من إعاقة إنمائية في هولندا

سنوزلن (تنطق بالإنجليزية (Snoezelen) ‎/ˈsnuzələ(n)/‏) أو البيئة متعددة الحواس المتحكم بها (MSE) هو شكل من أشكال العلاج للأشخاص الذين يعانون من التوحد أو الإعاقة الإنمائية. فتتمثل في وضع الشخص في بيئة مهدئة ومحفزة مثل «غرفة سنوزلن». وهذه الغرف مصممة خصيصًا لتحفيز الحواس، باستخدام تأثيرات الإضاءة، واللون، والصوت، والموسيقى، والرائحة وغيرها. ومن الممكن استكشاف مزيج المواد المختلفة على حائط ما باستخدام حواس اللمس، ومن الممكن تعديل الأرضية لتحفيز حاسة التوازن.
ظهرت سنوزلن في الأصل وتطورت في هولندا في سبعينيات القرن العشرين، فتأسست غرف سنوزلن في المؤسسات حول العالم وشاعت بشكل خاص في ألمانيا، حيث يوجد بها أكثر من 1200 غرفة.
ويعد تعبير سنوزلن "snoezelen" تعبيرًا مستحدثًا مشتقًا من الهولندية "snuffelen" (البحث عن، والاستكشاف) و"doezelen" (الإغفاء). وسنوزلن هي علامة تجارية مسجلة لشركة رومبا الإنجليزية.
ومثاليًا، يعد علاج سنوزلن ومن الممكن القيام به لتقديم تجربة متعددة الحواس أو تركيز على حاسة واحدة، ببساطة عن طريق تكييف الإضاءة، والجو العام، والأصوات، والتركيبات بحيث تلبي احتياجات معينة للعميل وقت الاستخدام. ولا يوجد تركيز رسمي على نتائج العلاج - حيث ينصب التركيز على مساعدة المستخدمين للوصول إلى أقصى قدر من المتعة من النشاط الذي يشارك فيه مع الشخص القادر. ومن مزايا العلاج بسنوزلن هو أنه لا يعتمد على التواصل اللفظي وقد يكون مفيدًا للأشخاص الذين يعانون من التوحد الشديد لأنها توفر التحفيز لأولئك الذين من المستحيل الوصول إليهم.
ويستخدم علاج سنوزلن للأشخاص الذين يعانون من التوحد وغيرها من الإعاقات الإنمائية، والخرف، وإصابات الدماغ المكتسبة وحتى الأطفال. ومع ذلك، من النادر إجراء بحوث حول فائدة العلاج، اعتمادًا على تصميمات الدراسات السريرية المتغيرة.
قارنت دراسة بحثية صغيرة أجريت في بروكسل بين سلوك تسعة عملاء بالغين يعانون من التوحد الشديد في فصل دراسي وغرفة سنوزلن. على الرغم من اختلاف النتائج الفردية، ادعت الدراسة وجود انخفاض بنسبة 50% في الضيق والسلوك النمطي، وتراجع معدل العدائية وإيذاء الذات في بيئة سنوزلن بمعدل خمسة وسبعين بالمائة.
يتعلق علاج سنوزلن بالارتباط بين كل من الفضاء (البيئة المادية) ونهج «التركيز على العميل» للممارس (البيئة الإنسانية). وتساعد هذه البيئة المادية الحسية المصممة خصيصًا بالإضافة إلى ما يقدمه «ممارس التمكين» على بروز التغيرات في الإثارة من خلال التأثير على عملية الاسترخاء، والحد من القلق و/أو الألم (الجسدي والعاطفي). وتهدف إلى تحقيق أقصى قدر من إمكانات الشخص للتركيز على إرادته الحرة وللاشتراك في التحفيز الملهم (الشيء و/أو النشاط، و/أو الشخص)، وبالتالي تحسين الاتصال والأداء.
وتساعد المبادئ المحددة للبيئة متعددة الحواس الممارس على تركيز الاهتمام على العناصر الأساسية لهذا النهج. وفيما يلي هذه المبادئ.
1. تجري التجربة في بيئة مادية محددة.
2. موقف الممارسين «التركيز على العميل».
3. يجب التحكم في المحفزات وفقًا لاحتياجات العميل.
4. البيئة متعددة الحواس هي إحدى وسائط الاتصال.
5. البيئة الحسية ليست بإيجابية أو سلبية.
6. يعتمد الممارس على وجهة نظر العميل. (شابيرو، 2010).

## وصلات خارجية
- International Snoezelen Association, with definition of snoezelen, bibliography, meetings etc.
- Report on the use of a snoezelen room at Jackson Memorial Hospital, fall 2004
- Photo galleries of various snoezelen rooms
- Italian section of the Snoezelen Foundation presentation of various snoezelen rooms and home care applications through telematics links
- Snoezelen in Israel
- Snoezelen for people with Alzheimer's and dementia